# Allô Nelly bobo
Allô Nelly bobo ou Trois filles à la maison (Gimme a Break!) est une série télévisée américaine en 137 épisodes de 25 minutes, créée par Mort Lachman et Sy Rosen et diffusée entre le 29 octobre 1981 et le 12 mai 1987 sur le réseau NBC.
En France, la série a été diffusée à partir du 2 avril 1991 sur La Cinq. La série sera partiellement rediffusée à partir du 11 novembre 1993 dans le Club Dorothée sur TF1, sous le titre Trois filles à la maison. Elle reste inédite dans les autres pays francophones.

## Synopsis
Carl Kanisky est policier à Glen Lawn en Californie. Après le décès de son épouse, il fait appel à son amie Nell Harper pour s'occuper de la maison et de ses trois filles. La sympathique famille va s'élargir avec l'arrivée de Stanley, le père de Carl, et de Joey, un jeune orphelin que Nell va prendre en charge.

## Distribution
- Nell Carter : Nellie Ruth « Nell » Harper
- Dolph Sweet : Carl Kanisky (1981-1985)
- Kari Michaelson : Katie Kanisky (1981-1986)
- Lauri Hendler : Julie Kanisky Maxwell
- Lara Jill Miller : Samantha « Sam » Kanisky
- John Hoyt : Grand-père Stanley Kanisky
- Jane Dulo : Grand-mère Mildred Kanisky (1982-1983)
- Joseph Lawrence : Joey Donovan (1983-1987)

## Commentaires
- Avant de lancer Gimme a Break!, Mort Lachman avait travaillé sur la sitcom culte de la télévision américaine All in the Family, entre 1976 et 1979. En 1980, il a également occupé le poste de producteur exécutif sur Sanford (en), le spin-off de Sanford and Son, sur NBC, avec Redd Foxx. Il a quitté Allô Nelly bobo après la saison 3. Plusieurs changements dans la série ont alors été opérés, avec l’arrivée d’Addy Wilson (Telma Hopkins) et du petit Joey[1].

- L’acteur Dolph Sweet, qui incarne le père policier, est décédé le 8 mai 1985. Trois jours plus tard, le dernier épisode de la saison 4 était diffusé sur NBC. Tout au long de cette saison 1984-1985, l’acteur avait tenu à conserver son rôle malgré l’avancée de son cancer. Dans la suite de la série, Nell devient le chef de famille[1].

- Lors de sa première diffusion en France sur La Cinq, la série obtient une audience décevante entre 3 % et 4 % de part de marché[2].